# 古寧頭戦役
古寧頭戦役（こねいとうせんえき）は、1949年の国共内戦中に発生した台湾海峡の金門島を巡る戦闘である。金門戦役（きんもんせんえき）としても知られている。
中国共産党は中国国民党に敗北し、台湾を奪取し全土を統一する機会を逃した。

## 背景
国共内戦において共産党勢力が優勢となり、1949年10月1日に中華人民共和国が成立すると、蔣介石率いる中華民国政府は、中国大陸から台湾に部隊を撤退し始めた。しかし中華民国国軍部隊は依然として福建省沿岸に位置する金門島や馬祖島に駐屯していた。中国人民解放軍司令官は金門島と馬祖島は台湾占領の前に奪取する必要があると考えた。人民解放軍は、大金門島の中華民国守備部隊を2個師団以下と推測し、橋頭堡確保の第一波上陸部隊に9,000名、第二波に1万名を投入し、3日間で全島占領できると見込んだ。人民解放軍による攻撃は間近いと予想して、中華民国司令官は防御設備を迅速に建設するように命令した。10月までに、中華民国軍は海岸で上陸部隊を阻止する障害物として7455個の地雷を埋設し、金門島の海岸に概ね200個のトーチカを建設した。金門島の守備隊には、更に多くの防御器材や補給品が送られ、部隊も増強された。

## 戦闘

### 10月25日
1949年10月25日午前2時ごろ、第244連隊、第251連隊、第253連隊を主力とする中国人民解放軍の部隊は、大金門島の北側の古寧頭、湖尾、壟口に上陸した。第244連隊は、中華民国軍が機関銃や大砲、迫撃砲を集中させていた壟口の側に上陸し、大量の死傷者を出した。第251連隊と第253連隊は、古寧頭と湖尾近くに上陸し、それぞれ中華民国軍の防衛線を突破、内陸へと侵攻した。満潮になると、人民解放軍の上陸用舟艇の多くは、海面下に設置された上陸阻止用障害物に捕われ、動けなくなった。干潮になると、それらの上陸用舟艇は、浜に乗り上げ、大陸に戻れず、第二波部隊の輸送に支障が生じた。浜に乗り上げた上陸用舟艇は、殆ど木製であったため、間もなく中華民国軍の火炎放射器や手榴弾、燃料による攻撃・放火や、古寧頭の北西沿岸を哨戒していた中華民国海軍の艦艇2隻の銃撃で破壊された。
侵攻する人民解放軍は、中華民国第18軍と第3戦車連隊のアメリカ合衆国製のM5軽戦車に遭遇した。人民解放軍第244連隊は双乳山の高地を確保したが、早朝までに中華民国の機甲部隊に撃退された。観音山と湖尾高地を確保した人民解放軍第253連隊も、歩兵部隊や戦車による中華民国軍の反撃を受けて昼までに後退を余儀なくされた。この攻撃には、火炎放射器のほか、迫撃砲と大砲にも支援されていた。人民解放軍は三方向から攻撃を受けた。人民解放軍第251連隊は中華民国軍の包囲からの脱却を図り、古寧頭の村に入り、林厝で塹壕を掘った。間もなくして第251連隊は大量の死傷者を出すことになる中華民国第118師団とともに中華民国第14師団と第118師団の攻撃を受けた。この日の終わりまでに人民解放軍は湖尾と壟口の橋頭保を失った。

### 10月26日
10月26日早朝、人民解放軍第246連隊第4中隊と第85師団の約1000名は、既に再度湖尾と古寧頭に上陸している人民解放軍を増強するために金門島に上陸した。夜明けに第246連隊は町に立てこもる生き残った人民解放軍と合流し、古寧頭の村を囲む中華民国軍を突破しようとした。午前6時30分、中華民国第118師団は古寧頭の壟口の人民解放軍に対して北沿岸に反撃を開始した。戦闘の結果、人民解放軍は突破に失敗し、包囲殲滅せんとする中華民国軍に圧され、間もなく古寧頭での市街戦となった。中華民国空軍の支援で、中華民国軍は結局昼までに壟口を、午後3時には南山を奪取して勝利した。生き残った人民解放軍は、沿岸に後退を開始した。

### 10月27日
10月27日早朝までに、残存している人民解放軍は、武器弾薬を使い果たしていた。人民解放軍1300名は古寧頭の北の海岸に退却した。中華民国軍の最終的な攻撃の後、残りの人民解放軍は、10月27日午前10時に中華民国軍に降伏した。金門島に上陸した人民解放軍全軍が、事実上失われた。

## 余波
古寧頭の失敗を受けて、人民解放軍の葉飛将軍は、失敗を罰するよう求めて毛沢東に公式の謝罪文を送った。葉将軍は作戦の失敗を3つあるとし、一つは上陸用舟艇の不足、一つは橋頭堡を十分守れなかった失敗、一つは第一陣の3個連隊を監督する全軍的な司令官の不足を挙げた。葉は毛沢東のお気に入りの司令官の一人であったので、毛沢東は何の行動も起こさなかった。
大陸での戦闘で人民解放軍に対する敗戦に次ぐ敗戦に慣れた中華民国軍にとって、古寧頭の勝利は、戦闘意欲高揚のために大いに必要であった。中華人民共和国が金門島奪取に失敗したことによって、事実上台湾海峡の制海権、制空権を中華民国側が保持し続けることとなった。1950年の朝鮮戦争勃発と米華相互防衛条約調印と共に、台湾との戦争に向けた中華人民共和国の計画は、休止のやむなきに至った。
古寧頭戦役は上陸の経験（十分な上陸用舟艇や機甲部隊、非機甲部隊の能力ではなく）の不足や一日で戦闘に勝利すると予期し従って第一陣と共に十分な弾薬や兵站、水を供給しなかった点に失敗の原因があるとする論文は、敗戦のため、中華人民共和国での論文の出版が行われず、その存在すら最近まで公にされることはなかった。この戦闘は中国大陸と台湾の現在の状況に基礎を置くために台湾では非常に重要視されている。

## エピソード

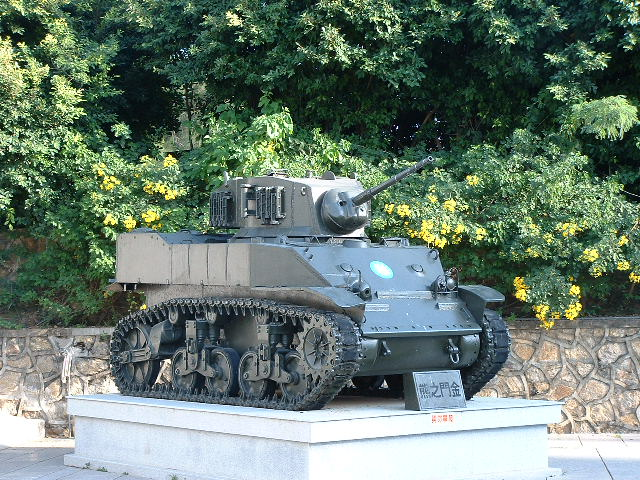
「金門之熊」と読める掲示板のある中華民国軍のM5軽戦車

- 金門島の中華民国軍に配備されたM5軽戦車は、ほとんどが軽歩兵隊で構成された第一波の人民解放軍上陸部隊の人海戦術に対して効果があることが証明された。弾薬を使い果たした中華民国戦車部隊は、人民解放軍の歩兵を押し潰すロードローラーとして戦車を用いた。この戦車が演じた重要な役割によって、中華民国軍はM5軽戦車に「金門之熊(金門のクマ)」という異名を与えることになった。壟口に中華人民共和国軍で最初に上陸した第244連隊は、中華民国第3戦車連隊第1大隊第3中隊第1小隊の戦車3両（#64, #65, #66）に遭遇した。第66号戦車は中隊の演習の後で前の日の夕方に海岸で壊れ、小隊の他の2両は、修理を行なう間は留まって警護するよう命じられた[6]。
- 中華民国海軍の戦車揚陸艦（LST210中栄）は、10月25日に人民解放軍の上陸地点近くに停泊し、その火力（40mm機関砲連装2基、同単装6基、20mm機銃単装8基）で、木製ジャンクや漁船からなる人民解放軍上陸用舟艇を海岸で破壊した。LST210は貨物を下した後10月24日の夕方には出発予定であったのだが、「悪天候」を表向きの理由にして留まった。裏にあった本当の理由は、同艦が台湾から黒砂糖を密輸してピーナツオイルと交換する副業を行っていたことであった。しかし取引が成り立つだけのピーナツオイルが同島になかったために、船はピーナツオイルの製造を待って1日留まることを余儀なくされ、予期せずこの戦闘の英雄となった[7]。